# Melchior Lechter

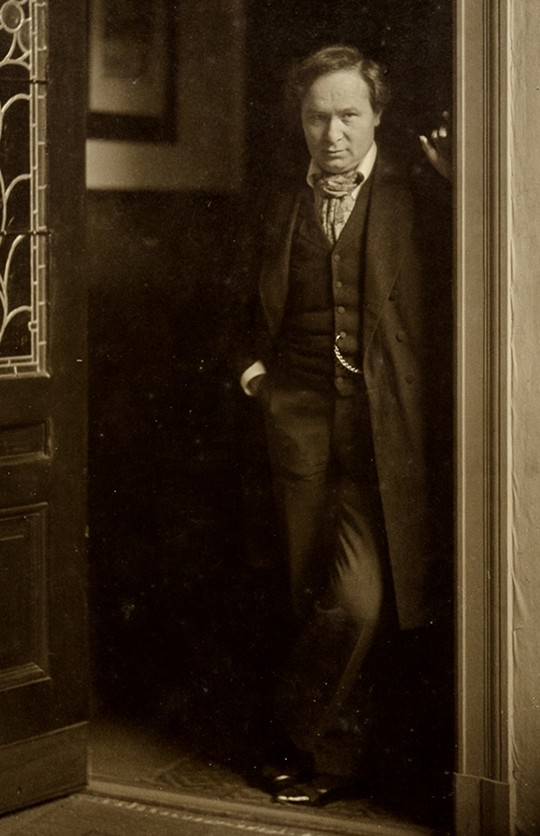
Melchior Lechter, von Jacob Hilsdorf (1903)

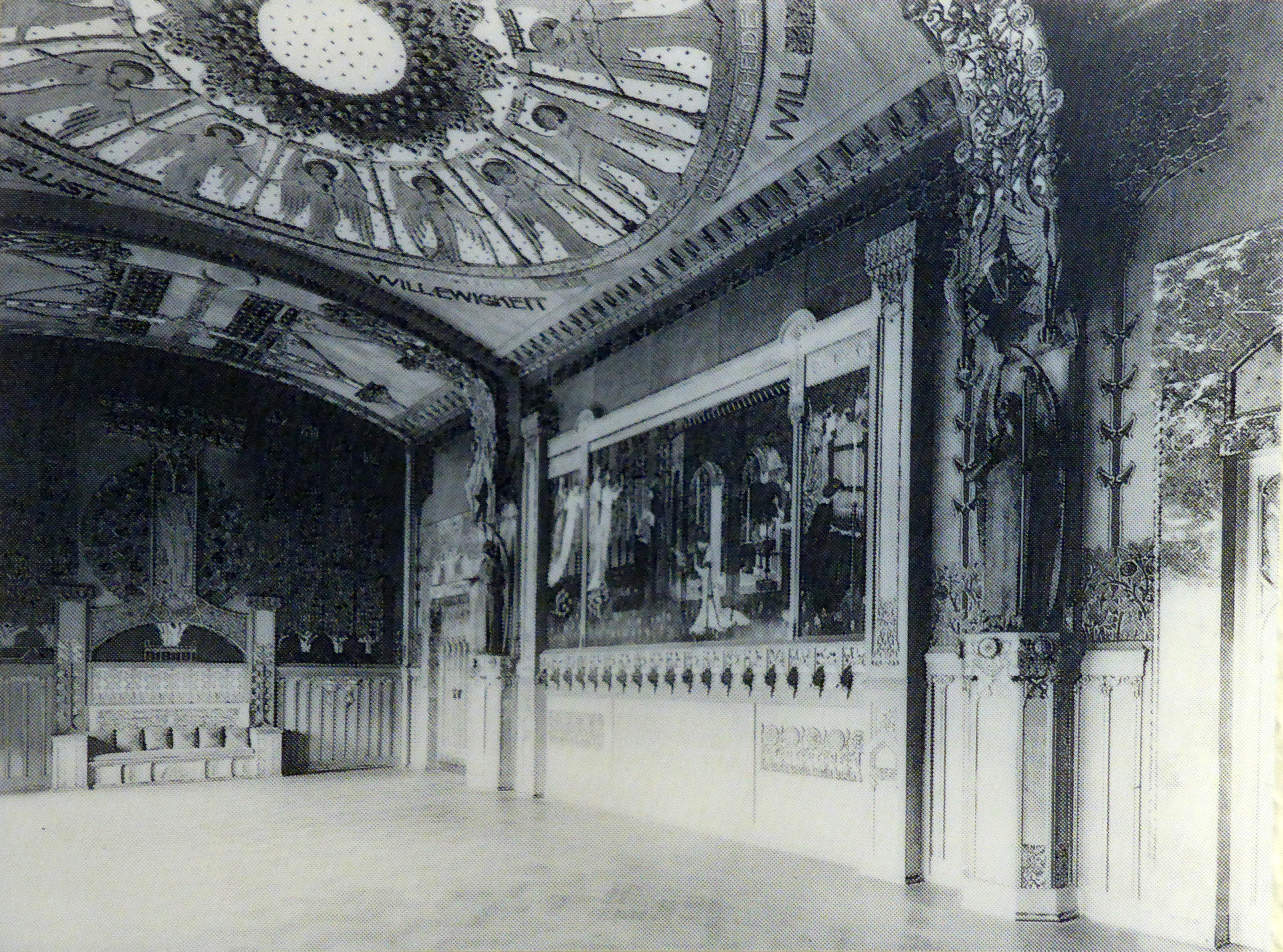
Der Pallenberg-Saal 1900

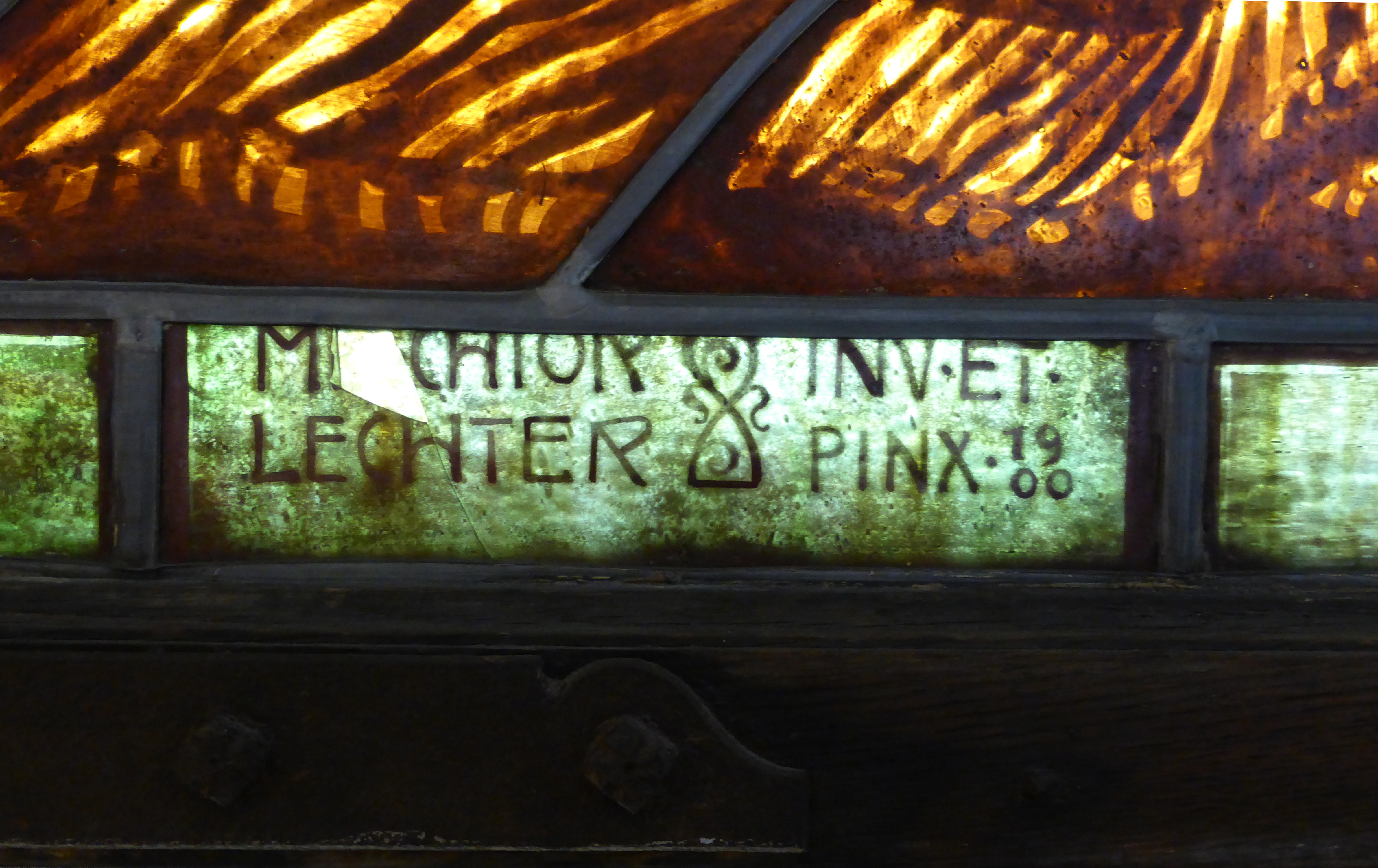
Signatur in Glas

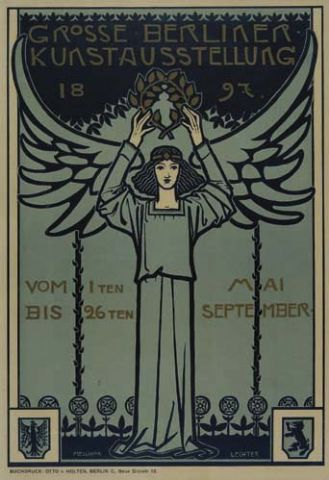
Grafik von Melchior Lechter: Plakat zur Großen Berliner Kunstausstellung 1897

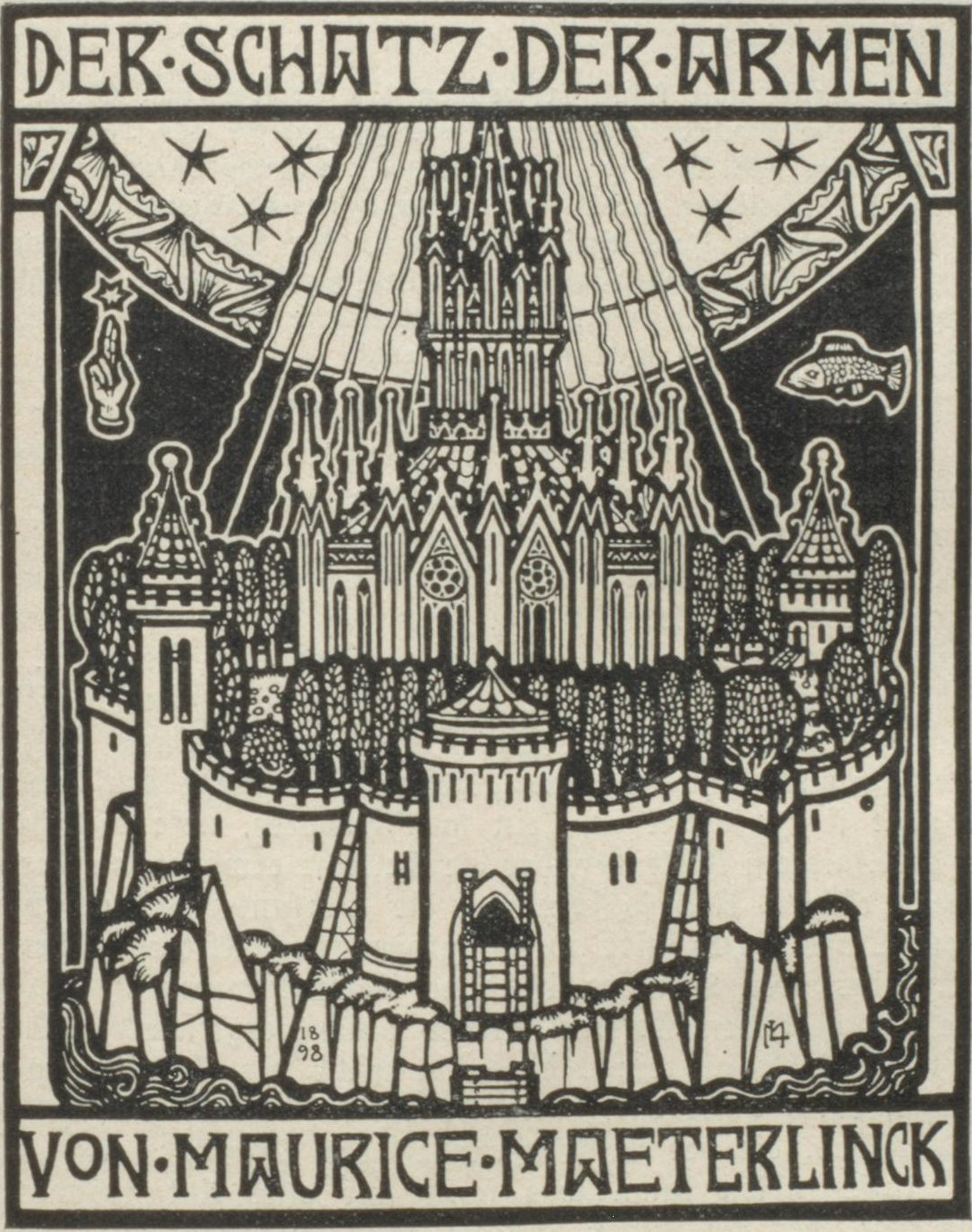
Maurice Maeterlinck: Der Schatz der Armen (1898)

Melchior Lechter (* 2. Oktober 1865 in Münster; † 8. Oktober 1937 in Raron, Kanton Wallis, Schweiz) war ein deutscher Maler, Graphiker und Buchkünstler. Als Monogramm (ML) vor allem bei seinen buchkünstlerischen Arbeiten benutzte er den Buchstaben „M“ mittig geschnitten vom Buchstaben „L“.

## Leben und Werdegang
Melchior Lechters Eltern waren der Kleinhändler Theodor Lechter (1825–1882) aus Hamm und Catharina Terwort (1825–1883) aus Hörste. Lechter zeigte bereits als Jugendlicher eine starke künstlerische Neigung. Auch die Erfahrungen mit der Musik Wagners und Liszts, mit den Schriften Schopenhauers und Nietzsches prägten ihn früh. Mit 14 begann er eine Ausbildung zum Glasmaler bei der Münsteraner Glasmalerei von der Forst und erhielt erste künstlerische Eindrücke durch den Spätnazarener Joseph Anton Settegast. Nach der Arbeit belegte er bei der Münsterschen Kunstgenossenschaft Kurse an der Zeichen-, Mal- und Modellierschule.
Nach dem Abschluss der Lehre ging er nach Berlin und bezog 1884 die Malklasse der Kunstakademie, der er 10 Jahre angehörte.
1906 trat Lechter der Theosophischen Gesellschaft Adyar (Adyar-TG) bei. Am 30. September 1910 reiste er mit Karl Wolfskehl nach Indien ab. Lechter begab sich dort auf eine fünfmonatige Reise, die über Ceylon, Madras nach Adyar, zum Zentrum der Adyar-TG, führte.
Er starb 1937 wenige Tage nach Vollendung seines 72. Lebensjahres in der Schweiz bei einem Besuch des Grabes von Rainer Maria Rilke.

## Wirken
Nach dem Ende des Studiums malte Lechter zunächst Gebrauchskunst, etwa für Werbemittel, bis Fritz Gurlitt 1896 eine Ausstellung mit seinen Werken einrichtete. Lechter schaffte damit den Durchbruch seiner Kunst in Berlin. Prägend war die Begegnung mit Stefan George, für den Lechter viele Bücher im Georg Bondi Verlag buchkünstlerisch gestaltete. 
Im Jahr 1896 stellte er seine erste Glasmalereien öffentlich aus. Zu den bekanntesten Werken aus dieser Zeit zählen zwei Fensterflügel Tristan und Isolde aus dem Schlafzimmer seiner Berliner Wohnung.
1896 beauftragte der Architekt Franz Schwechten den Maler mit der Gestaltung der Fenster für die Simeonskirche und die Romanischen Häuser in Berlin. Er erhielt 1898 von Jakob Pallenberg den Auftrag zur Ausgestaltung des Pallenberg-Saales mit Glasfenstern und Mosaiken am Kölner Museum für Angewandte Kunst. Für die 1899/1900 ausgeführte Gesamtgestaltung erhielt er 1900 auf der Pariser Weltausstellung einen Grand Prix. Für die von Bruno Möhring herausgegebenen Architektonischen Charakterbilder entwarf Melchior Lechter das Blatt des Innentitels. 1903 stellte er sein Hauptwerk Die Weihe am mystischen Quell fertig.
Lechters Tagebuch der Indienreise wurde nach seiner Rückkehr in kleiner Auflage (333 Exemplare) als zweiter Druck der von Lechter gegründeten Einhorn Presse mit besonderem Buchschmuck veröffentlicht.
Lechter entwarf die Mitgliedskarte für den 61. Katholikentag in Münster.
Ab 1912 besuchte Lechter aus gesundheitlichen Gründen das junge, erst 1909 zum Kurort erhobene Bad Orb, wo er in der Villa Saline Quartier nahm. Im Briefwechsel mit seiner Schwester gibt er, der Großstädter, „ein subjektives Bild von der gesellschaftlichen Atmosphäre Bad Orbs“, die er als bürgerlich und kitschig empfand und die keineswegs seinem Geschmack und Anspruch entsprach. Später in den 1920er Jahren und Anfang der 1930er Jahre war Lechter noch häufiger Gast in Bad Orb. Jeweils für mehrere Monate bezog er jetzt Quartier im Haus Germania, in dem auch Albert Jung logierte. Schließlich wurde Bad Orb für ihn zu dem Ort, in dem er 1921 „… nach vielen Jahren ohne Inspiration fürs Malen in einem wahren Schaffensrausch seine 30 Pastellbilder Spätsommer im Spessart schuf“. Durch seine Mitarbeit an kulturellen Feierstunden, gemeinsam mit Albert Jung und Richard Zentgraf, war er auch prägend für die Kulturszene Bad Orbs in dieser Zeit.

## Rezeption
Der Schwerpunkt von Lechters Wirken liegt auf seinen illustratorischen Arbeiten. Daneben sind seine Malereien und Raumdekorationen zu erwähnen. Sie sind vom Stil der Präraffaeliten geprägt. Hierzu zählt die Ausgestaltung des Pallenberg-Saales des Kölner Kunstgewerbemuseums. Dafür wurde Lechter auf der Pariser Weltausstellung 1900 geehrt. Erwähnenswert ist auch die Gestaltung des Lumen-de-Lumine-Glasfensters für den Museumsneubau am Domplatz in Münster 1907. Zu dessen Einweihung wurden seine Werke erstmals zusammenfassend ausgestellt und gewürdigt.

## Auszeichnungen und Preise
- Grand Prix der Pariser Weltausstellung (1900)
- Mitglied der Preußischen Akademie der Künste (1919)